# Náhuatl de Michoacán
El náhual de Michoacán, náhual de Pómaro o  mexicano central de Occidente es el nombre dado a una variante del náhuatl hablado por los nahuas michoacanos, ubicados principalmente en el municipio de Aquila (Pómaro, Coire, Ostula, Maruata); con una presencia débil en los municipios aledaños de Coahuayana, Chinicuila y Coalcomán. La población total considerada por algunos como «indígenas» (más de 23 mil habitantes) hablan en su mayoría solo español, únicamente alrededor de 3 mil personas son totalmente bilingües náhuatl-español.

## Antecedentes
Las variantes occidentales del náhuatl establecidas en los estados de Jalisco, Colima y Michoacán antes de la Conquista tenían una interacción muy activa y era una región densamente poblada la cual fue llamada durante la Colonia la Provincia de Motines, los indígenas durante este periodo fueron nombrados cuires, serames, cuauhcomecas y epatlecos, aunque en realidad todos eran nahuas.
Los procesos de cambios en los siguientes cuatro siglos marcaron diferencias generando dos regiones; mientras el sur de Jalisco y Colima fueron sometidos a una mayor «hispanización», los nahuas de Michoacán gozaron de un desarrollo más independiente. Solo después de mediados del siglo XIX con las políticas liberales se dio un acoso y despojo de tierras por parte de hacendados blancos y mestizos provenientes sobre todo del Bajío. Durante el Porfiriato los cambios se aceleran pero es a partir de los años cuarenta que los nativos aceptan el desplazamiento lingüístico a la vez que se integran a una economía nacional.
Por necesidad de nuevas tierras cultivables y en defensa de su territorio es que los nahuas durante los cuarenta bajan de la sierra a la costa y establecen poblaciones permanentes como Maruata o Colola. Es hasta los años ochenta que toman conciencia de su identidad colectiva (aunque ya muchos habían dejado de hablar su lengua) y vuelven a valorar su cultura. En la actualidad los nahuas michoacanos están integrados en cinco «comunidades» indígenas: Aquila, Ostula, Coire, Pómaro y San Juan Huitzontla (en el municipio de Chinicuila).
Durante los setenta se publican estudios detallados de esta variante, sobresaliendo las obras de William Sischo y Leopoldo Valiñas (véase bibliografía).

## Fonología
Un rasgo notorio con respecto a los dialectos centrales es que donde estos tienen tl, el michoacano suele tener l. Por ejemplo, «hombre» en náhuatl central se dice tlacatl y en náhuatl michoacano es lacal.
También existe el cambio fónico de escritura a pronunciación, ya que la letra /c/ al final de palabra se pronuncia como una /j/ suave; así por ejemplo en el texto de abajo aparece la palabra quilic (‘le dijo’) que se pronuncia quilij. Otro cambio es la variación de /tl/ por el alófono /d/ en las estructuras condicionales; en el clásico y otras variantes tenemos la partícula tla- que en Michoacán se volvió da-.

## Gramática
Tres aspectos particulares de esta variante son:
- Tiene dos sufijos para formar el causativo.
- El uso del pasivo es bastante reducido.
- El sufijo -lo (también escrito -lu) del plural en el presente es un rasgo del nahual de Michoacán, Colima, Durango y Nayarit.[12]

## Literatura
In cuyol uan in coneho
‘El coyote y el conejo’
1. Cataya quil ce cuyol ue uan ce tonali cuando mayantataya niman miac quitohtocaya quil ce coneho pan ce cuahmili.
‘Había un gran coyote y un día que él tenía mucha hambre, se encontró con un conejo en el campo’.
2. Momahtiaya miac in coneho pero quimatiaya pampa yahmo uil segiruaya molaluhtiya miac tiempo pampa ya bieho yiual uan ciauiloaya icxiuahmez.
‘Se espantó mucho el conejo pero sabía que no podía correr por mucho tiempo porque ya era viejo y sus piernas estaban cansadas’.
3. Yohe pues moqueztiquiza in coneho momalinac uan quixnamiquic ca in cuyol.
‘Así que repentinamente se detuvo el conejo, se volvió y enfrentó al coyote’.
4. ¡Ximoquetza! quil quilic.
‘¡Alto! Le dijo’.
5. ¿Leca tichtohtocatica?
‘¿Por qué me persigues?’
6. ¿Tiya tichcua neual?
‘¿Vas a comerme?’
7. Ho quema quilic in cuyol.
‘Sí, dijo el coyote’.
8. Niya nimitzcua.
‘Voy a comerte’.
9. Amo xichcua quinanquilic in coneho pampa da tichcuaz pos timiquiz.
‘No me comas dijo el conejo porque si me comes morirás′.
10. Tiquihtua pampa neual niconeho pero damo niconeho neual niacachcual uan cuando tichcuaz timiquiz por ipampa nopahli.
‘Tú piensas que soy un conejo pero no lo soy. Yo soy realmente una serpiente de cascabel y cuando me comas morirás por mi veneno’.
11. ¿Pos len unca pa nihcuaz? quilahlanic in cuyol.
‘¿Entonces qué podré comer? Preguntó el coyote’.
12. Xiquincua in tzapomeh ual niquinpehpenac.
‘Come estos zapotes que recogí’.
13. Niquinmantiyauiaya neual pin in chiquiuil pa nochan pa niquincuaz cuando tipeuac tichtohtocac.
‘Yo estaba recolectándolos en esta canasta para llevarlos a mi casa y comerlos cuando tú me perseguiste’.